# 山西高校联合出版社
山西高校联合出版社（Shanxi United University Press），是一所中华人民共和国出版社，总部位于山西省太原市。

## 特点
1990年3月3日，出版社成立。出版社主要负责出版山西省高校设置的学科、专业、课程所需要的教材。其出版的《中国蚧科》获得第四届优秀山西图书编辑一等奖。